# بنی سلدق
بنی سَلدُق یا بنی سلتق (به ترکی استانبولی: Saltuklu Beyliği) اولین امیرنشین ترک آناتولی به مرکزیت ارزروم بود که پس از جنگ ملازگرد تشکیل شد. نام این امیرنشین از نام امیر ابوالقاسم سلدق گرفته‌شده‌است.
رکن‌الدین سلیمان‌شاه دوم در سال ۱۲۰۲ ملک‌شاه را کشت و برادرش طغرل‌شاه را به فرمانروایی ارزروم منصوب کرد.

## فرمانروایان
1. ابوالقاسم سلدق (۱۰۷۲-۱۱۰۲)
2. علی پسر ابوالقاسم (۱۱۰۲-۱۱۲۴)
3. قاضی پسر ابوالقاسم (۱۱۲۴-۱۱۳۲)
4. عزالدین سلدق دوم پسر علی (۱۱۳۲-۱۱۶۸)
5. محمد پسر عزالدین (۱۱۶۸-۱۱۸۵)
6. ملکشاه پسر محمد (۱۱۸۵-۱۲۰۲)